# Битва при Херонее (338 до н. э.)
Битва при Херонее (2 августа 338 года до н. э.) — сражение в Греции около Херонеи в Беотии, в ходе которого македонский царь Филипп II разгромил объединённую армию греческих городов-государств.
Сражение происходило между сопоставимыми силами противников. У греков был ряд преимуществ — на заболоченной равнине действия македонских фаланги и конницы были затруднены. Греческие стратеги предполагали, что исход битвы решится в лобовом столкновении. В случае поражения они могли отступить через узкое ущелье и сохранить большую часть своей армии. Благодаря нескольким манёврам Филиппа II и решительным действиям его сына Александра македоняне смогли наголову разгромить союзные силы греков.
Битва при Херонее имела важное значение как для Филиппа II, его сына Александра, так и для всей Греции. После выигранного сражения Филипп смог подчинить под своей гегемонией практически всю Грецию. Молодой царевич приобрёл репутацию успешного полководца и укрепил своё положение в Македонии. Древнегреческие полисы потеряли свою независимость, что стало одним из факторов завершения эпохи классической Греции.

## Предыстория

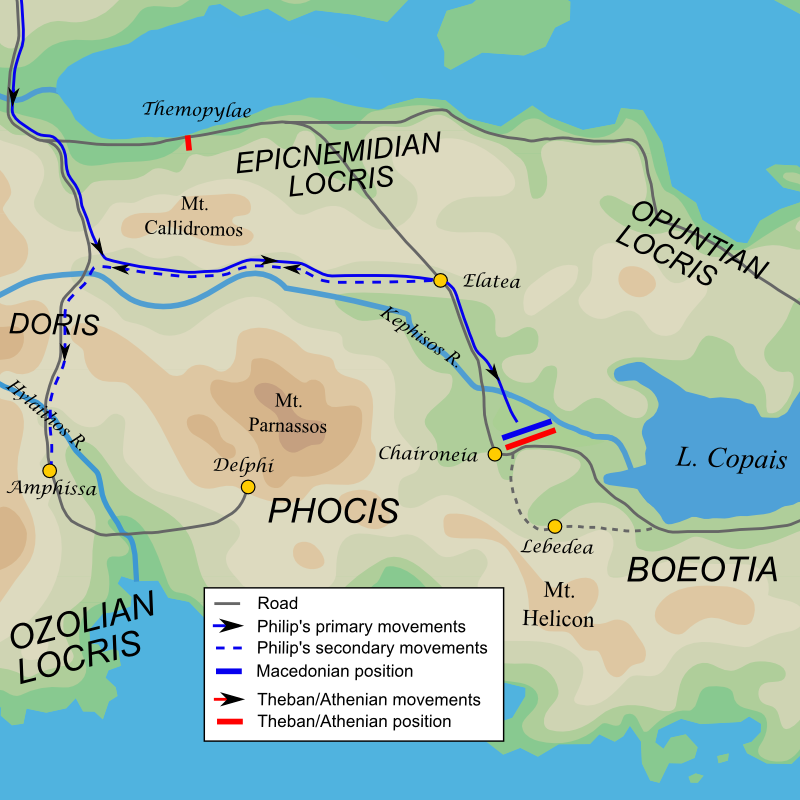
Карта Центральной Греции с указанием основных полисов и движения армии Филиппа II

В 338 году до н. э. Македония находилась в состоянии войны с Амфиссой в Озольской Локриде и Афинами. В начале года Филипп II выступил в поход. Изначально всё выглядело таким образом, что македонская армия направляется к Амфиссе. Однако затем македонский царь внезапно изменил направление, повернув на юго-восток в сторону Беотии. Он захватил Элатею на главной дороге, которая шла на Фивы и Афины. Из Элатеи до Фив было всего два-три дня пути.
Филипп II отправил в Фивы своих послов. От фиванцев потребовали присоединиться к македонянам в их войне с Афинами, либо по меньшей мере обеспечить армии Филиппа II беспрепятственный проход. За это фиванцам была обещана крупная военная добыча в Афинах, а также значительное увеличение их влияния в Центральной Греции. В противном случае Фивам угрожали войной не только с Македонией, но и Дельфийской амфиктионией.
Известие о том, что Филипп II захватил Элатею и собирается идти на Афины, вызвало среди горожан панику. В срочном порядке Народное собрание поручило Демосфену возглавить посольство в Фивы. Когда афинское посольство добралось до Фив, то они застали там македонян. Демосфен выступил с речью к фиванцам. В источниках отсутствует информация о её деталях, однако несомненно речь была успешной. По словам историка Феопомпа, которые процитировал Плутарх, красноречие Демосфена «оживило их [фиванцев] мужество, разожгло честолюбие и помрачило все прочие чувства, и в этом высоком воодушевлении они забыли и о страхе, и о благоразумии, и о благодарности, всем сердцем и всеми помыслами устремились лишь к доблести».
Афины были вынуждены пойти на ряд серьёзных уступок. Во-первых, они признали гегемонию Фив в Беотии и обязались не поддерживать мятежные полисы, если те решат выйти из-под фиванского контроля. Во-вторых, командование войсками перешло к фиванцам, а основные расходы — афинянам. Кроме фиванцев к войне с Македонией присоединились Коринф, Мегара, Ахея, Халкида, Акарнания и Трезен. Спартанское войско в битве не участвовало. Хоть спартанцы и были готовы с оружием противостоять экспансионистским планам Филиппа II, в 338 году до н. э. царь Архидам III с войском находился в Италии. Соответственно Спарта не имела возможности присоединиться к общегреческой антимакедонской коалиции. Согласно Диодору Сицилийскому, спартанцы были разбиты, а царь погиб, в день битвы при Херонее.
Объединённые силы фиванцев и афинян заняли стратегические позиции в Парапотамиях и около Амфиссы. Филипп II после получения отказа начал подготовку к войне с Амфиссой. С помощью военной хитрости он смог усыпить бдительность солдат, которые находились рядом с Амфиссой, а затем захватил город, тем самым завершив Четвёртую Священную войну. После этого македонским войскам открывалась дорога к Фивам.

## Силы сторон
Греки решились дать сражение македонской армии на равнине у Херонеи. Они предполагали, что на заболоченной равнине шириной в 3 км македоняне не смогут должным образом использовать конницу. Союзной армией командовали несколько стратегов: со стороны афинян — Харес, Лисикл и Стратокл, фиванцев — Феаген. Численность греков историк Й. Уортингтон оценивает в 30 тысяч пехотинцев и 3800 всадников. Беотия выставила 12 тысяч воинов, в том числе и элитный Священный отряд в 300 человек. Афиняне смогли собрать около 6 тысяч солдат и оплатить ещё 2 тысячи наёмников. Ахея прислала 2000 солдат. Также помощь Афинам и Фивам прислали Коринф, Мегара, Акарнания, Фокида и некоторые острова.
Войска Филиппа составляли около 30 тысяч пехоты и 2 тысячи македонских всадников гетайров. Из пехотинцев 24 тысячи представляли македоняне, а остальные 6 тысяч воинов предоставили союзники, преимущественно фессалийцы. Диодор Сицилийский утверждал, что «обе стороны были нацелены на битву, в хорошем расположении духа и горячи, и были сопоставимы в храбрости, но царь [Филипп II] имел преимущество в числе и в даре полководца». Римский историк Юстин, напротив, утверждал, что греки имели численное превосходство над македонянами, в то время как войска Филиппа были закалены в битвах и обладали большим военным опытом.

## Битва
Битва произошла 7 метагитниона по афинскому календарю (историки определяют её первыми числами августа или 1 сентября) 338 года до н. э. (7 метагитниона по афинскому календарю) в долине реки Кефис в Беотии неподалёку от небольшого полиса Херонеи. Войска союзников выстроились таким образом, что справа, возле реки, находились фиванцы; слева, около холма, — афиняне; в центре — коринфские наёмники, ахейцы и контингенты прочих эллинских городов. Напротив афинян расположились македонские войска во главе с Филиппом, а против фиванцев — с его сыном Александром. В центре македонской армии расположили отряды союзников, чьей задачей стало сдерживание наступления эллинской армии. К юному царевичу приставили опытных военачальников Пармениона и Антипатра. На фланге, которым командовал Александр, находилась конница гетайров, а на том, которым руководил Филипп — элитные щитоносцы гипасписты.
По мнению Й. Уортингтона, греки имели определённое преимущество. Они растянули свой фронт, чтобы заставить поступить Филиппа таким же образом. Уменьшение глубины македонской фаланги закономерно приводило к снижению её боевой мощи. Из-за особенностей болотистой местности греки считали, что македоняне не смогут эффективно использовать конницу. При таком ходе битвы её результат должен был решиться в лобовом столкновении. Даже если бы греки проиграли, то у них было дополнительное преимущество. Их войска могли отступить по узкому Кератскому ущелью, через которое их не смогла преследовать конница. Таким образом, даже в случае поражения греки предполагали сохранить свои основные силы для дальнейшей войны.
Филипп вовремя понял задумку врага. Его целью было не только сокрушить фаланги греков, но и не дать им возможность отступить для перегруппировки. Разрозненные сведения о ходе сражения содержатся у Диодора Сицилийского и Полиена. Согласно античным источникам решающую роль в битве сыграло мастерство македонской конницы и фаланги.
Филипп начал атаку под острым углом. Первым в бой вступил правый фланг македонян. Греки приняли удар. Согласно Полиену, в какой-то момент по приказу Филиппа фаланги сомкнули ряды и, прикрываясь щитами, стали медленно отступать. Источники считают этот манёвр решающим в определении исхода битвы. Впоследствии греки даже упрекали Филиппа II в том, что он выиграл не благодаря силе и доблести своих солдат, а путём обмана. Афинский стратег Стратокл не смог предугадать истинные цели «отступления» македонян. Согласно Полиэну, он воскликнул: «Мы должны до тех пор не отставать от врагов, пока не загоним их в Македонию!» Греческие отряды из центра сместились влево, чтобы преследовать Филиппа. В их строе появились бреши. В это время завязался бой между левым флангом македонян и фиванцами. Конница Александра в ходе напряжённого боя уничтожила Священный отряд. Сомнение в том, что конница могла атаковать вооружённую копьями фалангу, опровергается данными археологии. В предполагаемой братской могиле фиванского Священного отряда раны на черепах указывают, что их наносили сверху. Также существует предположение, что конница Александра в начале битвы бросала в фиванцев копья, а затем отходила за новыми, тем самым уничтожая врага, не вступая с ним в контактный бой. После уничтожения фиванцев он смог прорваться через бреши в строе греков и зайти в тыл афинянам, которые «наступали» на фаланги под командованием Филиппа. Этому манёвру способствовала разрозненность греческого войска и отсутствие общего командования. Каждый из отрядов того или иного полиса имел собственного стратега. Соответственно греки не могли воспрепятствовать появлению брешей. На фоне этого манёвра Александра Филипп II прекратил отступление и приказал атаковать противника. Видя угрозу окружения, афиняне бежали. Во время битвы пала тысяча афинян, а ещё две тысячи попали в плен. Античные авторы ничего не говорят о потерях македонян, которые, по всей видимости, были минимальными.
Согласно одной из легенд в пересказе Диодора Сицилийского, Филипп устроил пиршество прямо на поле боя среди неубранных тел. Плутарх так передал поведение Филиппа II после победы: «вне себя от радости и гордыни, буйно пьянствовал прямо среди трупов и распевал первые слова Демосфенова законопроекта». Опьянев, царь стал издеваться над пленными. Афинский политик и оратор Демад сказал на это: «О царь, когда Фортуна даёт тебе роль Агамемнона, тебе не стыдно действовать как Терсит?» Филипп оценил храбрость афинянина и уже в качестве свободного человека пригласил его за стол на одно из самых почётных мест. Ещё по одной легенде, Филипп II спросил пленного не боится ли тот, что ему за такую дерзость отрубят голову, на что получил ответ: «Нет, ведь если такой приказ последует от тебя, то моё отечество сделает её бессмертной». Согласно Сексту Эмпирику, за столом Демад процитировал ещё одну цитату из сочинений Гомера: «Какой же пристойность и правду любящий / Муж согласится себя утешать и питьём и едою / Прежде, пока не увидит своими глазами спасенья / Спутников?..». Согласно античной традиции, Демад сумел пристыдить Филиппа, после чего тот изменил своё поведение: выбросил венок, дал место пленнику в собственной свите, а позже освободил и всех других афинских пленных без выкупа и передал Афинам для погребения тела павших.
Юстин, напротив, описал поведение Филиппа II как «сдержанное»: «Филипп весьма хитроумно затаил в душе радость по поводу этой победы. В этот день он даже не принёс обычных в таких случаях жертв, не смеялся во время пира, не допустил во время трапезы никаких игр, не было ни венков, ни благовоний, и, насколько это зависело от него, он держал себя после победы так, что никто не чувствовал в нём победителя. … Он так умело скрывал свою радость перед лицом отчаяния своих врагов, что ни его приближенные не замечали, чтобы он чрезмерно радовался, ни побежденные не видели в нём злорадства».

## После битвы

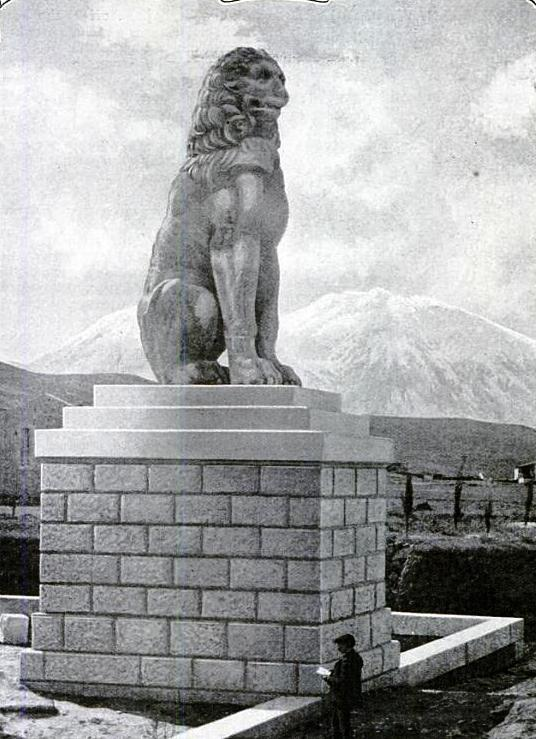
Херонейский лев

Поражение при Херонее не означало окончательное поражение афинян в войне с Македонией. В городе звучали предложения дать гражданские права метэкам, освободить рабов, а женщин, детей и городские святыни перевезти в Пирей, чтобы усилить оборону. Однако эти предложения встретили сопротивление и не были приняты. Также непосредственно после поражения «козлом отпущения» стал Лисикл, который был осуждён на смертную казнь, хотя и Харес не избежал обвинений. По мнению историка К. Ю. Белоха, на тот момент Харес занимал слишком высокое положение, чтобы обвинение против него было успешным, а также находился в хороших отношениях с наиболее видными афинскими ораторами.
Филипп II, обнаружив среди пленных видного афинского политика Демада, отправил его домой с предложениями о мире. Вслед за Демадом в Афины в качестве послов отправились Александр, Антипатр и Алкимах. Они предложили передать тела павших, а также пленных, без какого-либо выкупа. На этом фоне паника в Афинах сменилась надеждой. К Филиппу II было отправлено посольство, которое возглавили Эсхин, Демад и Фокион.
Условия Демадова мира были относительно мягкими для Афин. Им был передан беотийский Ороп. Второй Афинский морской союз прекращал своё существование, однако Афины сохранили под своей властью Лемнос, Имброс и Скирос. Самос и Делос получили автономию, но остались под контролем Афин. Несмотря на поражение, Афины сохраняли свой статус в Дельфийской амфиктионии. Также Филипп II решил не размещать на территории Аттики македонский гарнизон. За это афиняне поставили на Агоре конную статую Филиппа II, а также предоставили македонскому царю и его сыну Александру афинское гражданство.
Последствия для Фив, в отличие от Афин, были значительно жёстче. Филипп II ликвидировал фиванскую гегемонию в Беотии, что означало независимость для всех беотийских полисов. Политический строй в Фивах был сменен с демократического на олигархический. В Кадмее разместили гарнизон македонян. Также Фивы потеряли представительство в Дельфийской амфиктионии, которое получили Танагра, Платеи и Феспии.
Римский историк II—III веков Юстин так описал отношение Филиппа к побеждённым афинянам и фиванцам:
Афинянам, которые выказали особую враждебность по отношению к нему, он без выкупа возвратил пленных, передал тела убитых для погребения и даже предложил им собрать все останки и положить их в гробницы предков. … С фивян Филипп, напротив, взял выкуп не только за пленных, но даже за право похоронить павших. Самым видным гражданам он велел отрубить головы, других он отправил в изгнание, а имущество всех их забрал себе.
Такое различное отношение Филиппа II к Фивам и Афинам можно объяснить несколькими факторами. Разорением и опустошением Фив македонский царь не только наказывал нарушивших союзный договор полис, но и запугивал остальных греков, которые могли продолжить войну. При этом Филиппу II было невыгодным дальнейшее противостояние с Афинами, которые могли продолжить сопротивление и уже начали готовиться к обороне. Одновременно передача Афинам беотийского Оропа существенно ухудшила их взаимоотношения с Фивами.
Согласно античной традиции, афинский оратор Исократ, узнав о поражении при Херонее, покончил жизнь самоубийством, уморив себя голодом.
На братской могиле фиванцев из Священного отряда поставили памятник со львом, что символизировало их мужество. Со слов Павсания, надпись на памятнике отсутствовала, так как «судьба, посланная им божеством, не соответствовала их решимости». В 1880 году археологи смогли обнаружить, а затем и восстановить сам монумент. Ещё одним строением, которое воздвигли в честь Херонейской битвы стал Филиппейон в Олимпии в знак торжества македонской монархии.

## Последствия

Карта Греции с указанием основных сил в регионе на 336 год до н. э., которые сложились после победы Македонии при Херонее над союзным греческим войском

После победы при Херонее Филипп смог войти со своей армией в Пелопоннес, где принял спешную капитуляцию от Мегар и Коринфа. Для Филиппа битва при Херонее позволила распространить своё влияние практически на всю Грецию.
Битва при Херонее имела важное значение для Александра Македонского. Он не только проявил решительность и мастерство в битве с наиболее сильными и знаменитыми воинами Греции из Священного отряда, но и обеспечил победу своими решительными действиями. Тем самым молодой царевич приобрёл репутацию выдающегося полководца и укрепил свои позиции в самой Македонии.
Четвёртый век до нашей эры в историографии называют периодом кризиса или упадка полисной системы, а битву при Херонее — событием, которое сигнализирует о её конце. По образному выражению афинского государственного деятеля Ликурга: «доблесть этих мужей [погибших при Херонее] доказана. Ибо в них одних только сохранялась свобода Эллады. Ведь когда они расстались с жизнью, была порабощена и Эллада, а вместе с их телами была погребена и свобода остальных эллинов». Полисы, как общественная система организации жителей Древней Греции, продолжили существовать, однако потеряли свою самостоятельность. Полисный индивидуализм стал восприниматься местечковым. Битва при Херонее стала одним из событий, которые привели к потере «классической Грецией своей энергии» и обусловили её переход в эпоху эллинизма.

## В художественной литературе и кинематографе
Битва при Херонее нашла отображение в нескольких посвящённых Александру Македонскому исторических произведениях. Среди них повесть Л. Ф. Воронковой «Сын Зевса», роман М. Рено «Небесное пламя». Также битва нашла отображение в фильме «Александр Великий» 1956 года.

### Исследования
- Белох К. Ю. Греческая история: в 2 т. / пер. с нем. М. О. Гершензона; под ред. и со вступ. ст. Ю. И. Семёнова. — М.: Государственная публичная историческая библиотека России, 2009. — Т. 2: Кончая Аристотелем и завоеванием Азии. — ISBN 978-5-85209-215-1.
- Борза Ю. История античной Македонии (до Александра Великого) / пер. с англ. М. М. Холода при участии А. Бодрова, О. и В. Иванцовых, 3. Барзах; научная ред. и вступ. статья М. М. Холода; приложения М. М. Холода, Э. Д. Фролова и Ю. Н. Кузьмина. — СПб.: Нестор-История, 2013. — 592 с. — (Историческая библиотека). — ISBN 978-5-44690-015-2.
- Бубнов Д. В. Поход Архидама в Италию (343-338 гг. до н. э.) // Вестник Пермского университета. Серия: История. — 2001. — № 1. — С. 27—43. — ISSN 2219-3111.
- Филиппейон в Олимпии // Всеобщая история архитектуры. Том 2. Архитектура античного рабовладельческого общества. Книга 1. Архитектура Древней Греции / Под общей редакцией В. Д. Блаватского, В. Ф. Маркузона, Б. П. Михайлова, В. Н. Сарабьянова, Е. Г. Чернова. — М.: Издательство Академии архитектуры СССР, 1949. — 540 с.
- Гафуров Б. Г., Цибукидис Д. И. Александр Македонский и Восток. — М.: Наука, 1980.
- Кембриджская история древнего мира / под редакцией Д.-М. Льюиса, Дж. Бордмэна, С. Хорнблоуэра, М. Оствальда. Перевод, научное редактирование, примечания А. В. Зайкова. — М.: Ладомир, 2017. — Т. VI. Четвёртый век до нашей эры. Второй полутом. — 720 с. — ISBN 978-5-86218-542-3.
- Клейменов А. А. Обманный манёвр Филиппа II в битве при Херонее и причины его успеха // Исследовательский потенциал молодых учёных: взгляд в будущее. Сборник материалов XI Региональной научно-практической конференции аспирантов, соискателей, молодых ученых и магистрантов.. — Тула: Тульский государственный педагогический университет имени Л. Н. Толстого, 2015. — С. 155—159.
- Кудрявцева Т. В. Демад: Pacis Suassor, Belli Disuassor // Вестник Санкт-Петербургского университета. История. — СПб., 2016. — № 4. — С. 159—173. — ISSN 2541-9390.
- Новосильнов А. С., Сивкина Н. Ю. Топография и проблемы реконструкции Херонейского сражения 338 г. до н. э. // Вестник Нижегородского университета им. Н. И. Лобачевского. — Национальный исследовательский Нижегородский государственный университет им. Н.И. Лобачевского, 2019. — № 6. — С. 52—56. — ISSN 1993-1778.
- Сивкина Н. Ю., Новосильнов А. С. Участие конницы в битве при Херонее 338 г. до н. э. // Манускрипт. — 2021. — Т. 14, вып. 8. — С. 1603—1607. — ISSN 2618-9690.
- Соловьёв С. Ю. Тактика действия ахейских колесниц. Колесничные бойцы и стимулирующие вещества // Наука без границ. — 2017. — Вып. 9, № 4. — С. 159—165. — ISSN 2500-1191.
- Уортингтон Йен. Филипп II Македонский. — СПб. — М.: Евразия — ИД Клио, 2014. — 400 с. — ISBN 978-5-91852-053-6.
- Шифман И. Ш. Александр Македонский / ответственный редактор Э. Д. Фролов. — Л.: Наука, 1988. — ISBN 5-02-027233-7.
- Dmitriev S. The Orator Demades (англ.). — New York: Oxford University Press, 2021. — ISBN 978-0-197-51782-6. — doi:10.1093/ oso/ 9780197517826.001.0001.
- Hammond N. G. L., Griffith G. T. A History of Macedonia (англ.). — Oxford: Clarendon Press, 1979. — Vol. II: 550-336 B.C.. — ISBN 0-l9-814814-3.